# 新山のぞみ
新山 のぞみ（あらやま のぞみ、1988年3月11日 - ）は、大阪府出身の女優。血液型はA型。元アミューズ所属。
2005年 に行われた第1回「アミューズお姫様オーディション」で審査員特別賞を受賞。

## 来歴
- 2005年 に行われた第1回「アミューズお姫様オーディション」で審査員特別賞を受賞。

## 人物
- 特技は歌を歌うこと、長距離走、ジャズダンス、ヒップホップ

## 出演

### CM
- NTTDocomo「家族キャンペーン」（2008年）
- HITACHI「白クマくん」エアコン（2007年）
- 任天堂DS「おいでよ　どうぶつの森　夏編」（2006年）

### 映画
- 「歓喜の歌」（2008年）
- 「舞妓Haaaan!!!」（2007年）